# Boris Kozielski
Boris Władimirowicz Kozielski, właśc. Bernard Wolfowicz Gołowaniewski (ros. Борис Владимирович Козельский (Бернард Вольфович Голованевский), ur. 22 kwietnia?/5 maja 1902 w Płoskirowie, zm. 2 stycznia 1936 w Kijowie) – funkcjonariusz radzieckich służb specjalnych, major bezpieczeństwa państwowego.

## Życiorys
Skończył szkołę komercyjną w Kijowie. Pracował jako korektor i repetytor, od 1919 służył w Armii Czerwonej, gdzie był m.in. instruktorem Wydziału Politycznego 58 Dywizji Piechoty 12 Armii w Ukraińskim Okręgu Wojskowym. W 1920 wstąpił do RKP(b), w 1921 został wykluczony z partii za pasywność. Od października 1921 był funkcjonariuszem Czeki, pełnił m.in. funkcję pełnomocnika ds. walki z bandytyzmem Sekcji Tajno-Operacyjnej Wszechukraińskiej Czeki i kijowskiego gubernialnego oddziału GPU. Od 1924 pracował w Wydziale Kontrwywiadowczym i później Wydziale Tajno-Politycznym GPU Ukraińskiej SRR, w 1932 został zastępcą szefa tego wydziału, a w 1933 był p.o. szefa tego wydziału. W 1931 ponownie przyjęto go do partii, w listopadzie 1934 objął funkcję szefa Wydziału Tajno-Politycznego Zarządu Bezpieczeństwa Państwowego (UGB) NKWD Ukraińskiej SRR, w 1935 otrzymał stopień majora bezpieczeństwa państwowego. Pisał broszury o walce z kontrrewolucją na Ukrainie. Był odznaczony Orderem Czerwonego Sztandaru Pracy Ukraińskiej SRR i dwoma odznakami honorowego funkcjonariusza Czeki/GPU. Zmarł śmiercią samobójczą (zastrzelił się).